# Na Uralu
Na Uralu (Trójka syberyjska) – obraz polskiego malarza Stanisława Witkiewicza, namalowany w 1876.

## Historia obrazu
Obraz należy do jednych z wcześniejszych prac artysty. Do 1927 roku był własnością siostry malarza – Marii Witkiewiczówny. W 1927 roku po raz ostatni widniał w katalogu wystawy organizowanej w warszawskiej Zachęcie. Od tego roku jego dalsze losy nie były znane aż do 2004, kiedy to został wystawiony na aukcji i sprzedany za 80 tys. złotych.
Po raz pierwszy został oceniony przez krytyków w 1876 roku, podczas wystawy w warszawskim Towarzystwie Zachęty Sztuk Pięknych. Przedstawia dwie postacie w kibitce, zaprzęgniętej w trzy konie, jadące przez step. Konie przedstawione zostały w ruchu, w galopie, popędzane przez woźnicę.

## Literatura przedmiotu
Obraz, mimo iż został uznany za zaginiony, był wymieniany w wielu opisach twórczości Witkiewicza oraz wielokrotnie reprodukowany, m.in. w:
- J. Wojciechowski, Wystawa Towarzystwa Zachęty Sztuk Pięknych, „Tygodnik Ilustrowany” 1876, nr 51, s. 395
- No XIX Przewodnik po wystawie Towarzystwa Zachęty Sztuk Pięknych Warszawa, styczeń 1927, Warszawa, s. 15, nr kat. 16
- K. Kosiński, Stanisław Witkiewicz, Warszawa 1928, s. 518
- J.Wiercińska, Katalog prac wystawionych w Towarzystwie Zachęty Sztuk Pięknych w Warszawie w latach 1860–1914, Wrocław 1969, s. 408
- Stanisław Witkiewicz 1851-1915, Muzeum Tatrzańskie im. dra Tytusa Chałubińskiego w Zakopanem, Zakopane 1996, s. 48, nr kat.8, repr.